# Лапин, Сергей Иванович
Лапин, Сергей Иванович (партийный псевдоним Василий Курочкин) (?-1919) — революционер, большевистский партийный и государственный деятель Донбасса.

## Биография
Место и дата рождения достоверно не известны. Член РСДРП(б). До революции проживал в Петрограде.
С началом Первой мировой войны принимал активное участие с стачках и митингах рабочих Горловско-Шербиновского района. В апреле 1915 года был прислан партийным комитетом на Фурсовский рудник для организации партработы. Сергей взял на себя инициативу и организовал большевистские кружки на близлежащих рудниках. В ноябре был избран членом Макеевского комитета РСДРП от Горловки. Под руководством С. И. Лапина была создана подпольная большевистская типография, находившаяся в погребе землянки бурильщика Михаила Бурых на Фурсовском руднике.
В 1916 году Лапина назначили руководителем всех 9 кружков Горловско-Щербиновского района с окладом в 20 рублей ежемесячно.
В апреле 1916 года Лапина избрали в стачком, который руководил крупной забастовкой шахтёров Горловки. После Майской стачки 1916 года которая закончилась столкновением с войсками, Сергей скрылся и под разными партийными кличками проживал в Петрограде.
После Февральской революции 1917 Сергей вернулся в Горловку и возглавил комитет РСДРП(б) на Ртутном руднике. На VI съезде большевистской партии был делегатом от Горловско-Щербиновского района с решающим голосом. Избирался депутатом от Горловско-Щербиновского района на 2 и 3 Областные Съезды Советов Донецко-Криворожской области в Харькове. 30 августа стал членом временного революционного штаба по борьбе с контрреволюцией. После захвата Донбасса немецкими оккупационными войсками ушёл в подполье.
26 декабря 1918 года прибыл в Краматорск с группой дружковских рабочих. На станции был собран митинг, на котором организовали 2 Дружковский партизанский отряд. Командиром отряда избрали Лапина.
18 марта 1919 года Сергей принимал участие в Первом губернском съезде Советов Донецкой губернии, который проходил в Славянске, и был избран членом губисполкома.